# Kuvetjärnet (Bäcke socken, Dalsland, 652388-129287)
Kuvetjärnet är en sjö i Bengtsfors kommun i Dalsland och ingår i Göta älvs huvudavrinningsområde.